# 施利華 (官員)
施利華（葡萄牙語：Henrique Monteiro Correia da Silva，1878年12月8日—1935年11月2日），葡萄牙軍官、政治人物。出生於澳門。其父施理華，為第一代Paço de Arcos子爵，曾任澳門總督。
施利華於1919年至1923年擔任澳門總督，兼任维托里诺·吉马良斯內閣的殖民部長，任內發生捷成事件。
| 前任： 巴波沙 | 葡屬澳門總督 · 1919年 — 1923年 | 繼任： 羅德禮 |